# Leslie Hinge
Leslie Hinge (16. ledna 1868, Christchurch – 21. června 1942) byl prominentní fotograf z Nového Zélandu.

## Mládí
Narodil se 16. ledna 1868 v Woodendu, severně od Christchurchu. Vystudoval Cookovu soukromou školu a nejprve byl zaměstnán na železničním oddělení jako kadet. Hinge pak trávil čas cestováním a prací v zahraničí, včetně deseti let na velkých zemědělských farmách v australském vnitrozemí.
Když se v roce 1900 vrátil do Christchurchu, začal svou kariéru jako fotograf v novinách Lyttelton Times. V roce 1902 se oženil s Blanche Ethel Mohr.

## Kariéra

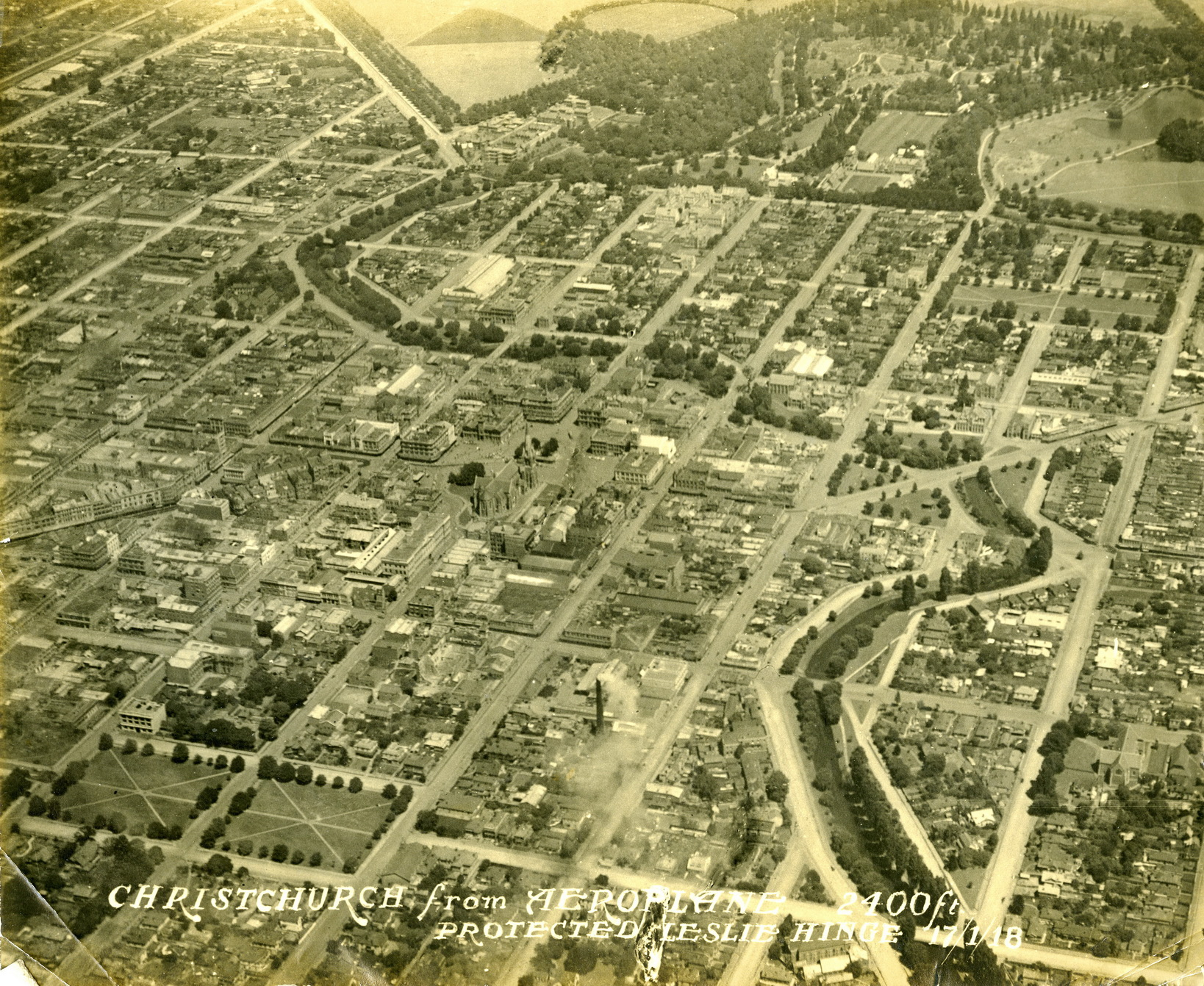
1. letecká fotografie Christchurch (1918)

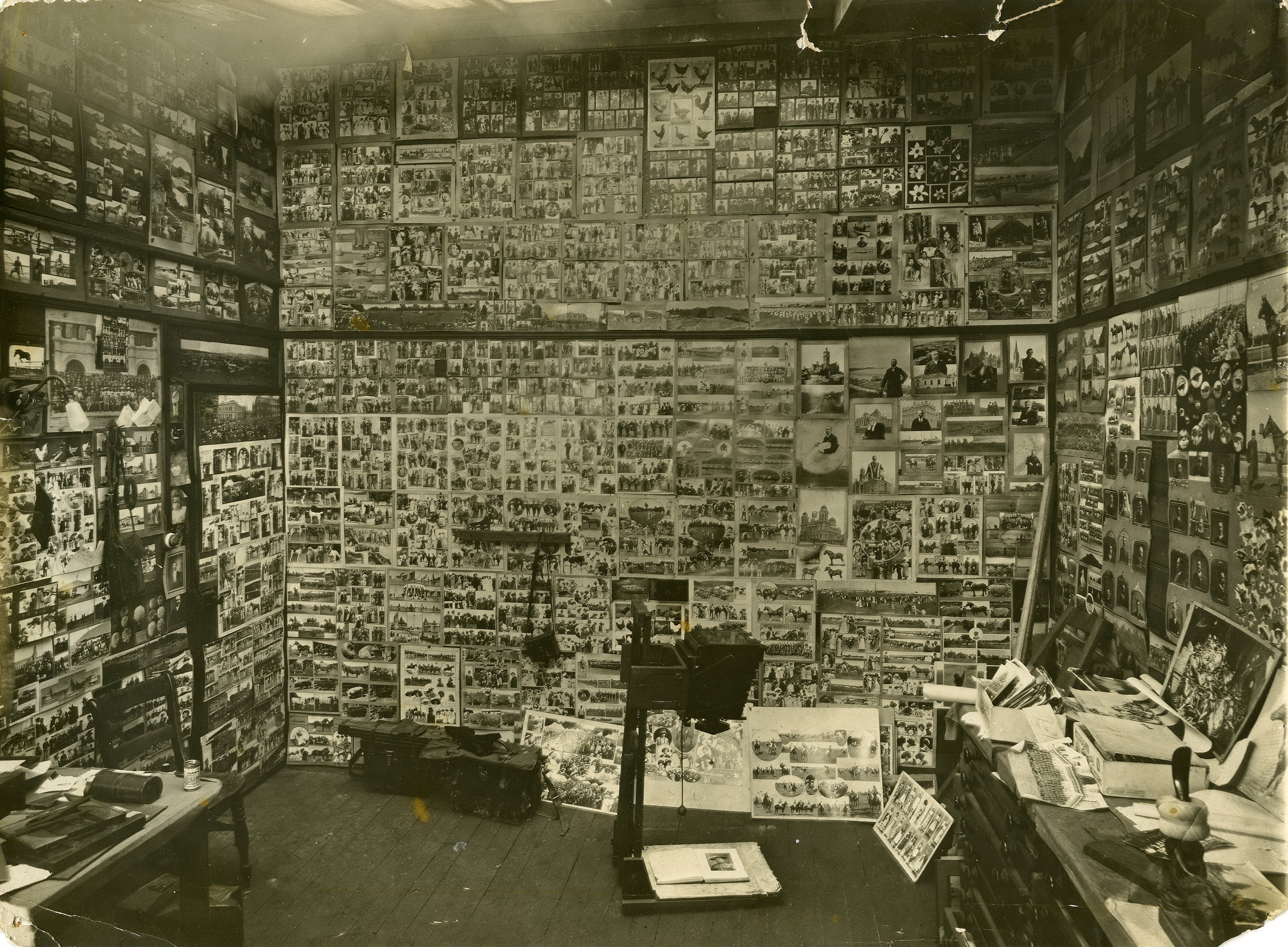
Studio Leslieho Hingera v Christchurchu

Hint byl dobrodružný fotograf. V roce 1900 se vydal pěšky přes Královskou zemi, v roce 1901 dokumentoval zemětřesení v australské lokalitě Cheviot a byl součástí dvou záchranných misí, které na odlehlých ostrovech hledali zničené lodě. Cestoval na koni s inspektory mapujícími navrhovanou cestu mezi východním a západním pobřežím jižního ostrova a doprovázel přírodovědce, kteří kontrolovali růst populace jelenů Wapiti ve Fiordlandu. Hinge vylezl na Mount Ruapehu, aby fotografoval kráter a jeho fotografiím Mount Cooka se připisuje pomoc při otevírání okresu turistickému průmyslu.
Spolu s obrazy krajiny se stal známý svými fotografiemi pastoračního průmyslu Nového Zélandu a popularizoval některé méně známé činnosti – získávání gumy, lov ústřic, lov vačic, rybaření, lov jelenů nebo dřevařský průmysl. Od listopadu 1914 do prosince 1915 se Hinge zúčastnil mezinárodní výstavy Panama Pacific v San Franciscu. Během této výstavy získal Hinge světovou zlatou medaili za fotografické studie zvířat.
V roce 1918 se Hinge stal prvním člověkem, který pořídil letecké fotografie města Christchurch z letadla. V roce 1919 se stal štábním fotografem v Auckland Weekly News a v letech 1920/1921 se stal prvním, kdo fotografoval Wellington ze vzduchu. Dokumentoval všechny královské návštěvy Nového Zélandu mezi dvěma světovými válkami a byl prvním, kdo přijel do Murchisonu po zemětřesení z roku 1929 autem. Od roku 1931 pracoval Hinge jako fotograf u Novozélandského železničního reklamního oddělení, do důchodu odešel v roce 1940.

## Smrt
Leslie Hinge zemřel 21. června 1942. Ve svém nekrologu v Wellingtona Evening Post, byl popisován jako „jeden z prvních, kdo si uvědomil, že novinářský fotograf musí být také žurnalista s novinářským citem“ a byl řazen mezi průkopníky v oblasti dobrodružné cestovní fotografie.

## Galerie

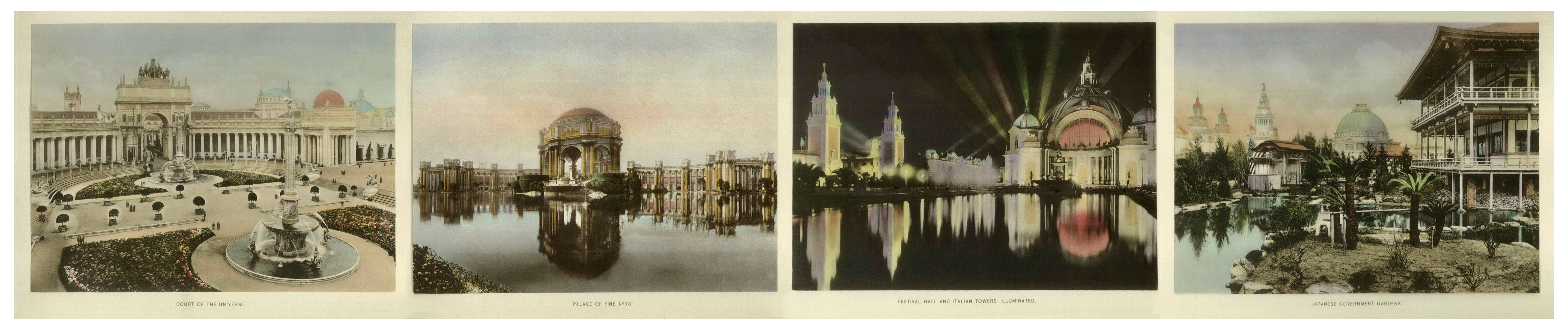
Panama-Pacific International Exposition San Francisco 1915, ručně kolorováno
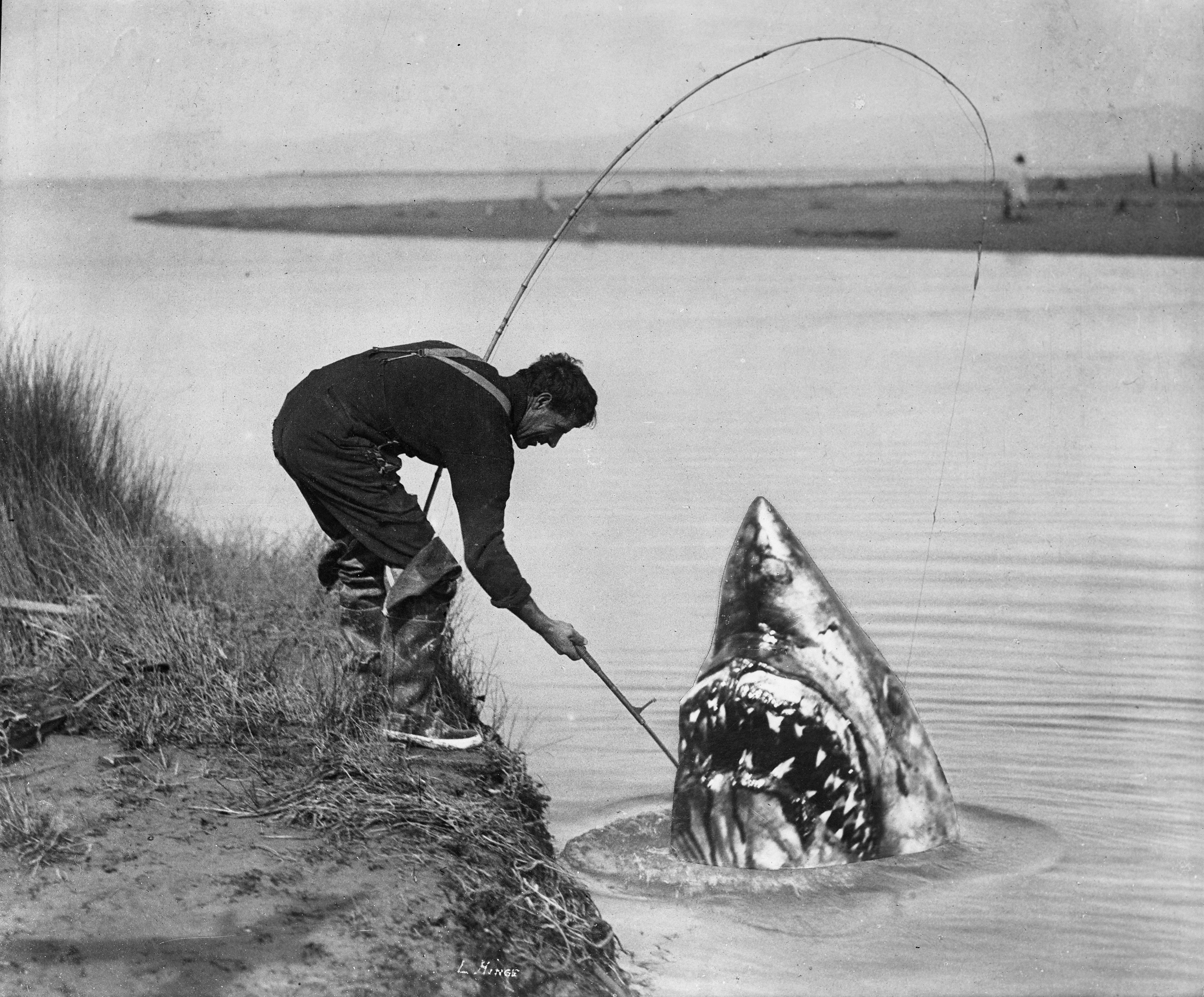
Man 'catching' a shark, asi 1910
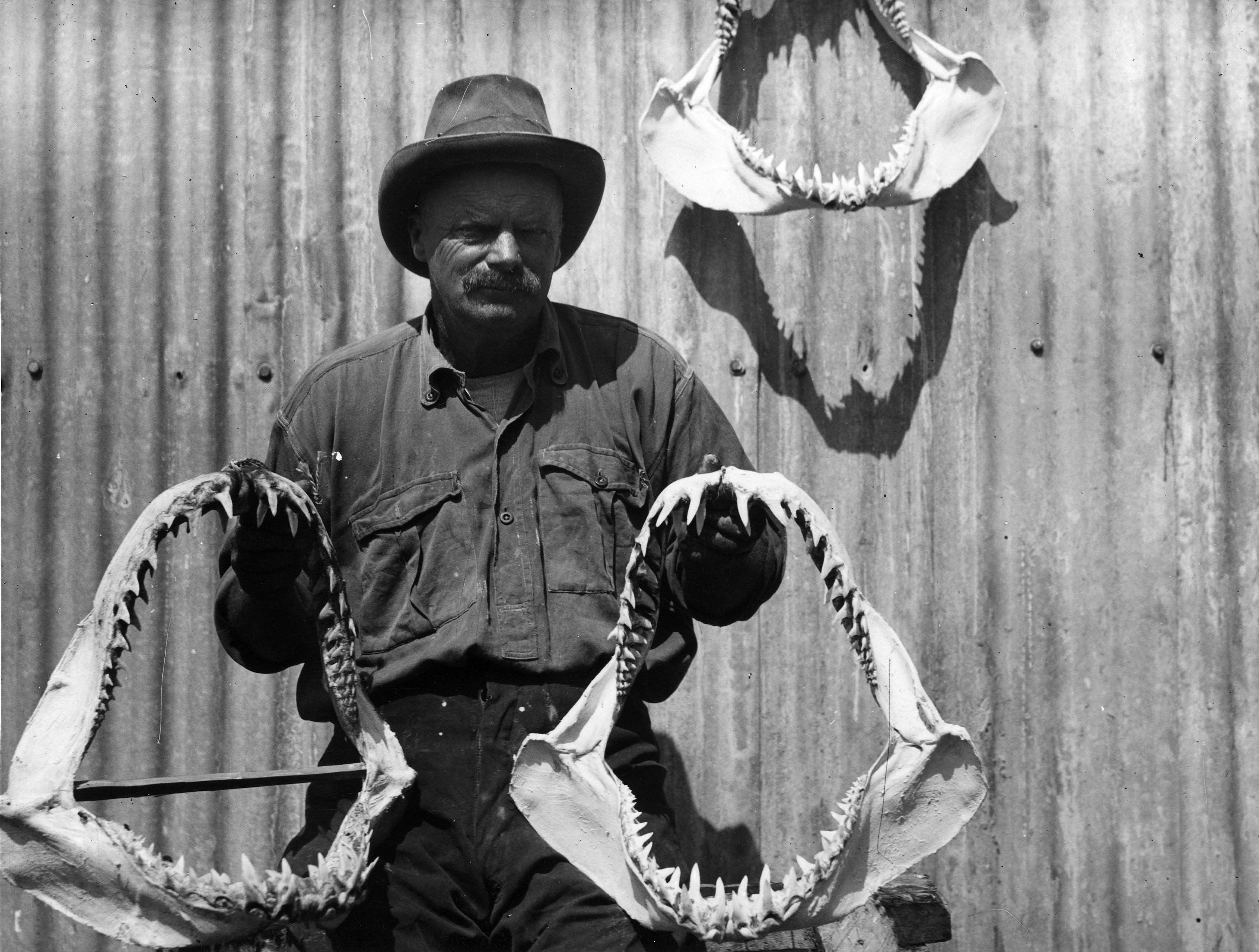
Man holding shark jaw bones
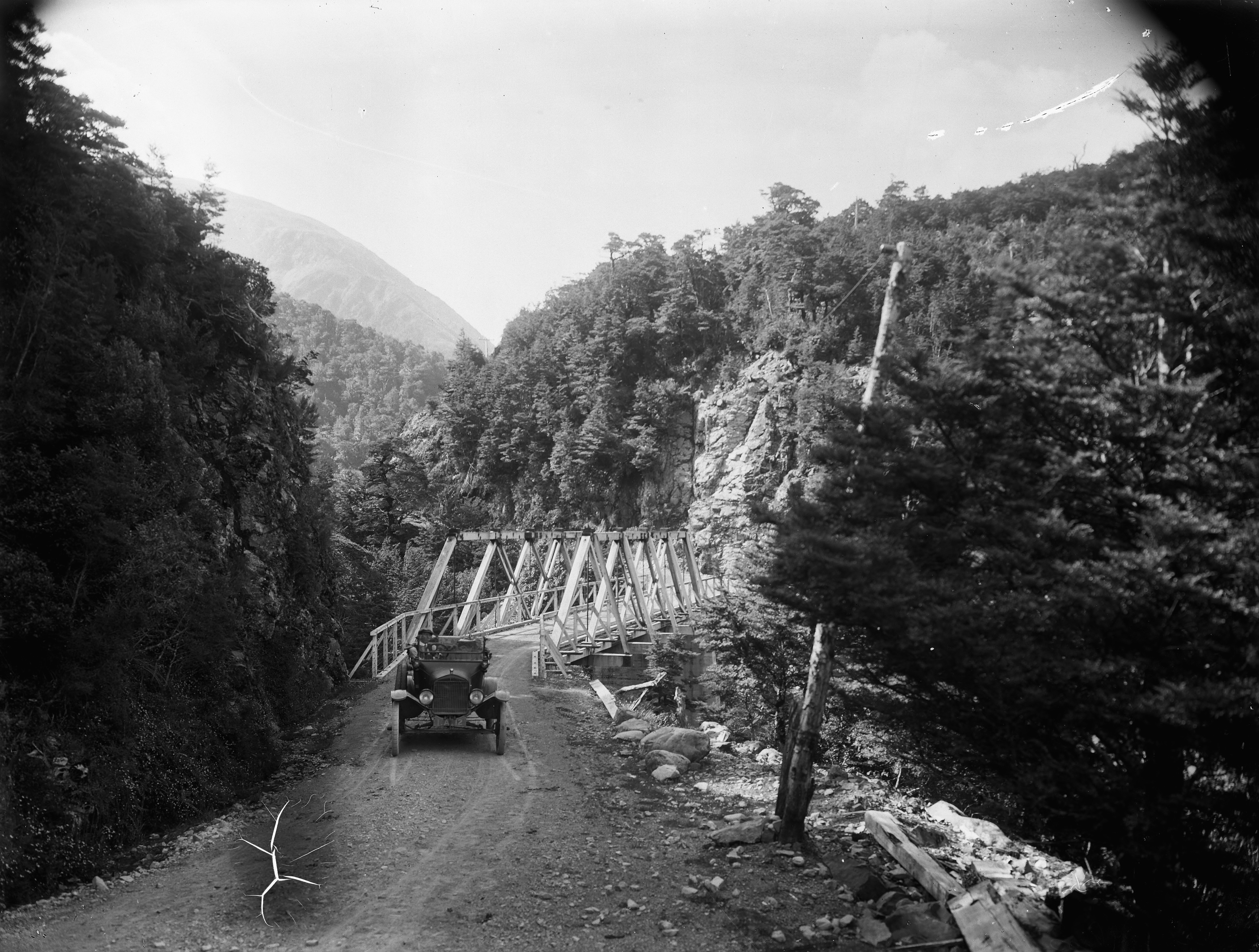
White Bridge, Bealey Gorge
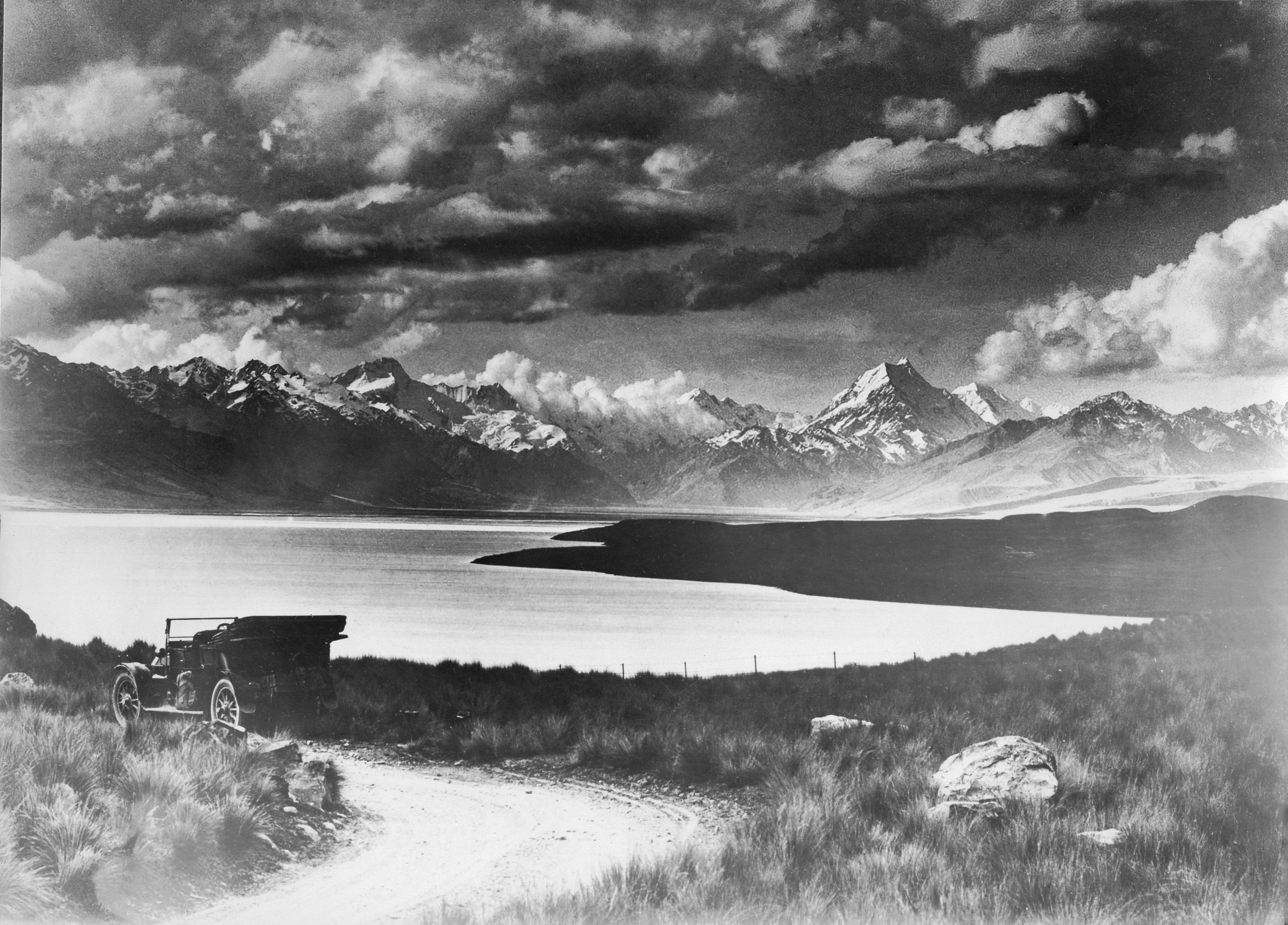
Lake Pukeko with Mt Cook in right background, asi 1918
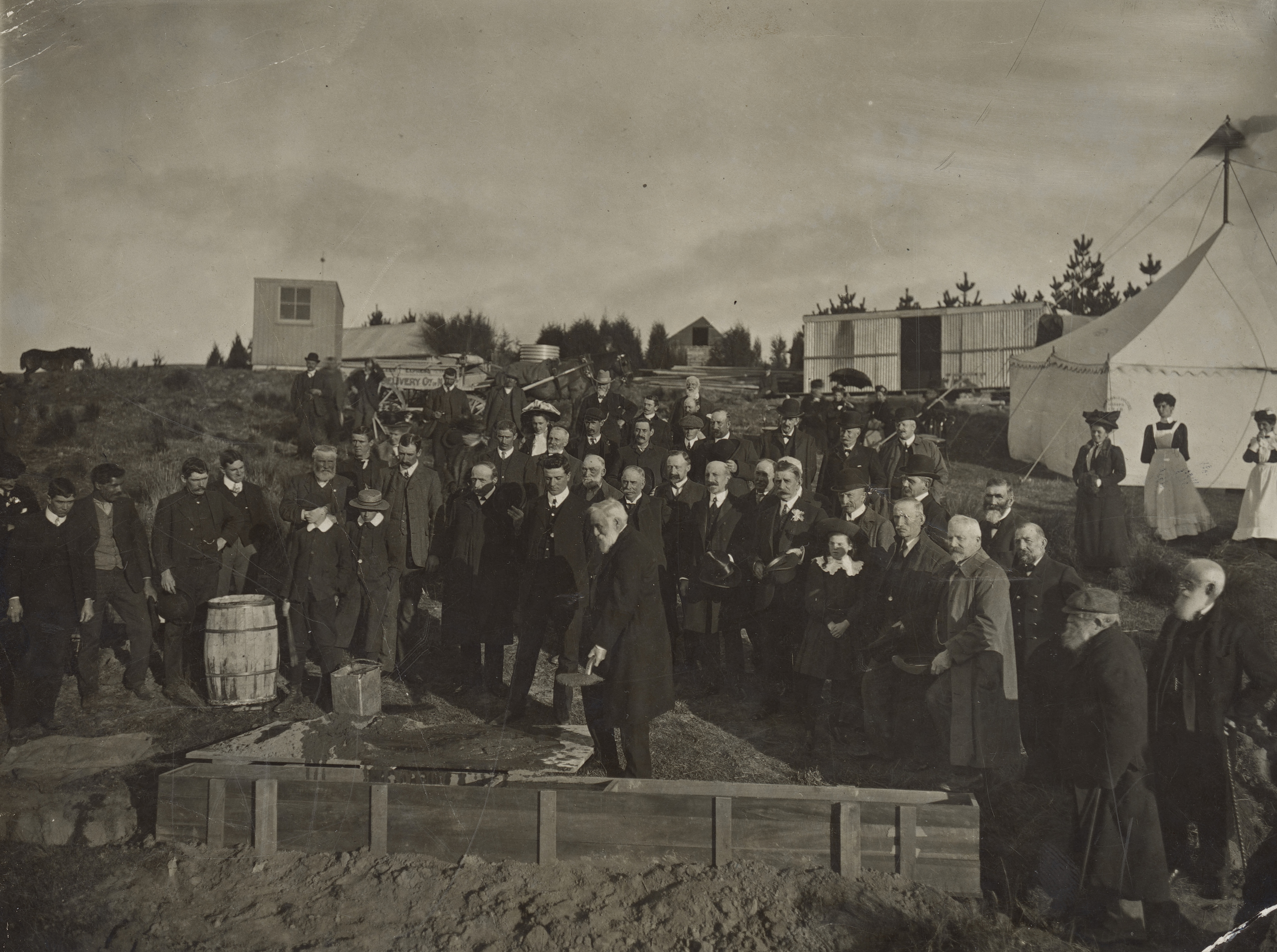
Charles Allison laying a foundation stone
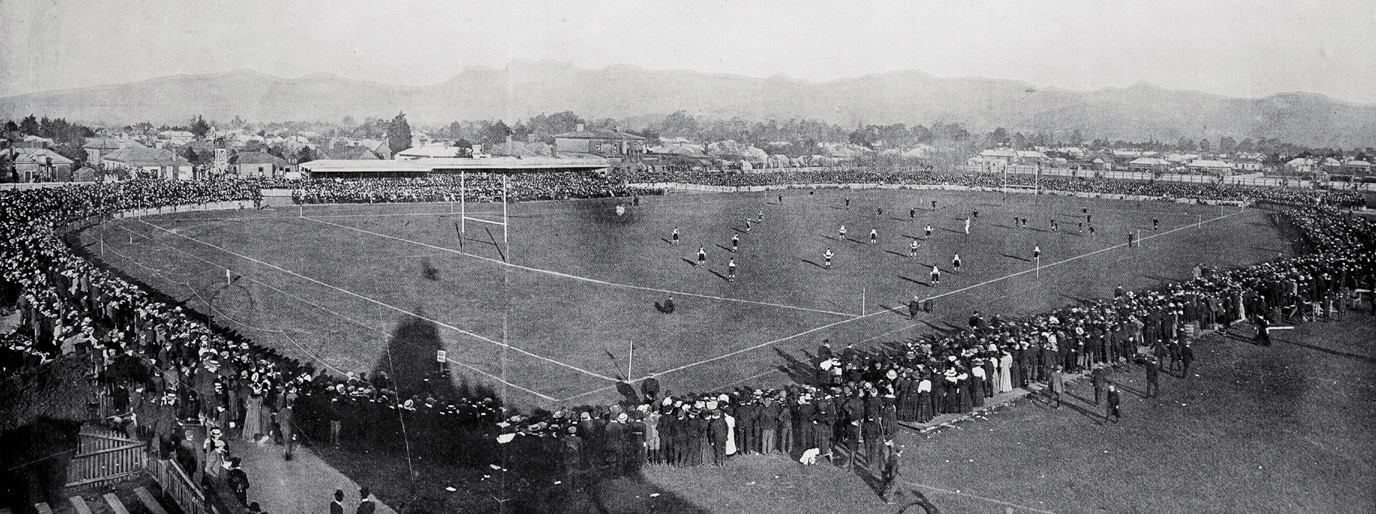
Anglo-Welsh at Lancaster Park, 1908